# Apertium
Apertium是一個機器翻譯平台，由西班牙政府和加泰羅尼亞自治政府撥款支持阿利坎特大學開發，為一個以GNU通用公共許可證條件發行的自由軟件。
Apertium原是OpenTrad （页面存档备份，存于）計劃中其中一個機器翻譯引擎，原意為關係密切的語言之間互相翻譯。不過現在Apertium已經發展到可以為分野較大的語言之間翻譯。要創立一套新的語言翻譯系統，只需將有關語言的相關資料，即字典與文法規則，放入既定的XML格式便可。 
阿利坎特大學與維戈大學、加泰羅尼亞理工大學、 Pompeu Fabra大學合作，Apertium現已有下列語言的相關資料：西班牙中的羅曼語族語言如西班牙語、加泰羅尼亞語和加里西亞語、英語、葡萄牙語、法語、奧克西唐語以及羅馬尼亞語。
Apertium是一種轉化原則法的機器翻譯系統。字詞翻譯時會用有限狀態置換器，詞性辨別時會用隐马尔可夫模型。
Apertium目前（2020年12月）的稳定版本支持51组语言之间的互相翻译。

## 歷史
Apertium起源於項目OpenTrad中的其中一個機器翻譯引擎，該項目由西班牙政府資助，由阿拉貢大學的Transducens研究小組開發。它最初設計用於在密切相關的語言之間翻譯，但最近已經擴展到處理更多的語言對。若要創建新的機器翻譯系統，你只需要以良好規定的XML格式開發語言數據（字典，規則）。
為此開發的語言數據目前支持（穩定版本）阿拉伯語，阿拉貢語，阿斯圖里亞斯語，巴斯克語，布列塔尼語，保加利亞語，加泰羅尼亞語，丹麥語，英語，加泰羅尼亞語，世界語，法語，加利西亞語，印地語，冰島語，印尼語，意大利語，哈薩克語，馬其頓語，馬來西亞語，馬耳他語，北薩米語，挪威語，奧克西唐語，葡萄牙語，羅馬尼亞語，塞爾維亞克羅地亞語，斯洛文尼亞語，烏爾都語和威爾士語。
項目參與了2009, 2010, 2011, 2012, 2013和2014年版的Google Summer of Code及 2010, 2011, 2012, 2013, 2014,2015及2016年版的Google Code-In。

## 外部連結
- Sourceforge : Apertium（页面存档备份，存于）
- Apertium web demos
- Apertium Wiki
- OpenTrad（页面存档备份，存于）